# Roy Hodgson
Roy Hodgson (n. 9 august 1947, Greater London, Anglia, Regatul Unit) este un antrenor englez de fotbal. Ca fotbalist nu a avut rezultate notabile, dar în cariera de antrenor a reușit performanțe remarcabile, calificând naționala Elveției în optimile de finală ale Mondialului din 1994 și ajungând cu echipa Fulham FC până în finala Ligii Europa.

## Copilăria și debutul profesional
Hodgson s-a născut în Croydon și a urmat cursurile școlii John Ruskin Grammar. Și-a făcut junioratul ca fotbalist la Crystal Palace FC, dar nu a făcut saltul spre prima echipă. A evoluat apoi la mai multe formații de amatori, la una dintre acestea, Carshalton Athletic ocupând mai întâi postul de antrenor secund, apoi pe cel de principal.

## Cariera de antrenor

### Începutul
Hodgson a debutat ca antrenor profesionist în 1976, la echipa suedeză Halmstad. A petrecut cinci ani pe banca acestei echipe, câștigând în două rânduri titlul de campion, în 1976 și 1979. În 1980 a revenit în Anglia, mai întâi ca secund, apoi ca antrenor principal al echipei Bristol City. Trei ani mai târziu s-a întors în Suedia, pentru a prelua echipa Örebro. În 1985, a fost instalat antrenor principal la Malmö FF cu care în următoarele cinci sezoane a câștigat două titluri de campion și două Cupe ale Suediei.
Deși primise o ofertă „pe viață” din partea lui Malmö, Hodgson a refuzat și a ajuns în Elveția, în 1990 preluând echipa Neuchâtel Xamax cu care a înregistrat victorii remarcabile în cupele europene, eliminând adversari titrați, între care Celtic Glasgow sau Real Madrid.

### Reprezentativa Elveției
La data de 26 ianuarie 1992 a fost instalat în funcția de selecționer al echipei naționale a Elveției, înlocuindu-l pe Uli Stielike. Acesta avea să preia postul lăsat liber de Hodgson la Xamax. Pe banca naționalei, Hodgson a reușit o campanie de calificare excelentă pentru Mondialul din 1994, pierzând un singur meci într-o grupă preliminară din care au mai făcut parte Italia și Portugalia. Elveția nu mai participase la Campionatul Mondial din 1966. La turneul din Statele Unite, elvețienii au ocupat locul secund într-o grupă din care a făcut parte și România, fiind apoi eliminată în optimile de finală de Spania.
Elveția a reușit apoi calificarea pentru EURO 1996, dar Hodgson a demisionat imediat după încheierea preliminariilor, acceptând o ofertă venită din partea echipei italiene Internazionale Milano.

### Internazionale
Italienii avuseseră evoluții modeste în sezoanele înainte de venirea lui Hodgson, ocupând chiar și un loc 13, astfel că englezul a fost adus pentru a reconstrui echipa. În primul sezon, în 1995-1996, Inter a ocupat locul șapte, similar cu o calificare în Cupa UEFA. În stagiunea următoare a încheiat pe locul trei și a ajuns în finala Cupei UEFA, pierdută însă în fața formației germane Schalke 04, după executarea loviturilor de departajare. Englezul a părăsit echipa în 1997, fiind tentat de Blackburn Rovers. Sub conducerea lui Luigi Simoni, Inter avea să câștige Cupa UEFA în 1998.

### Blackburn Rovers
Fosta campioană a Angliei, Blackburn se clasase pe locul 13 în 1997 după ce fusese în pericol să retrogradeze. Hodgson a reușit să aducă echipa pe linia de plutire și la finele primului sezon, 1997-1998, Rovers a ocupat locul șase și s-a calificat pentru Cupa UEFA. Al doilea sezon avea să fie însă dezastruos. Deși a cheltuit 20 de milioane de lire sterline pentru aducerea de noi jucători, echipa a avut evoluții catastrofale și în decembrie 1998 ocupa ultimul loc în Premiership, moment în care Hodgson a fost demis.

### Departe de casă
În 1999, Hodgson a fost antrenor interimar la Inter Milano pentru o scurtă perioadă, înainte de a reveni în Elveția, unde a condus pe Grasshopper Zurich. În 2000 a fost printre candidații la preluarea funcției de selecționer al Angliei, dar și din cauza eșecului de la Blackburn, nu a primit postul, fiind preferat Sven Goran Eriksson. A ajuns însă în Danemarca, la FC Copenhaga, echipă care încheiase la jumătatea clasamentului ultimele două sezoane. Chiar în prima stagiune, sub conducerea englezului, echipa daneză a devenit campioană a țării. În 2001 a pregătit pentru șase luni echipa italiană Udinese.
În aprilie 2002 a fost instalat în funcția de manager al naționalei Emiratelor Arabe Unite. A fost demis în ianuarie 2004 după prestația modestă de la Cupa Golfului la care echipa s-a clasat doar pe locul cinci. În mai 2004 s-a mutat în Norvegia, la Viking FK. Echipa evitase retrogradarea în sezonul precedent, dar cu Hodgson s-a calificat în Cupa UEFA. În această competiție a înregistrat rezultate remarcabile, victorii cu AS Monaco sau Austria Viena. În august 2005 a acceptat oferta de a pregăti naționala Finlandei, dar a ratat calificarea pentru EURO 2008.

### Revenirea acasă
La 28 decembrie 2007, Hodgson a acceptat oferta venită de la Fulham, echipă aflată în zona fierbinte a clasamentului în Premiership. După un început modest, cu doar nouă puncte în primele 13 meciuri, echipa a evitat retrogradarea în ultima etapă a sezonului 2007-2008. În stagiunea următoare, Hodgson a rescris istoria echipei londoneze pe care a urcat-o pe locul șapte, cea mai bună clasare a lui Fulham în prima ligă engleză. Poziția din clasament a permis echipei să participe în sezonul următor în Liga Europa. În această competiție, Fulham a avut un parcurs remarcabil, în rundele eliminatorii eliminând pe rând pe Șahtior Donețk, deținătoarea trofeului, pe Juventus Torino, vicecampioana Italiei și pe campioana Germaniei VfL Wolfsburg. În semifinale, Fulham a eliminat pe SV Hamburg, ajungând în premieră în istoria de 130 de ani a echipei în ultimul act al unei competiții europene. În finala de la Hamburg, Fulham a fost învinsă de Atletico Madrid. Cu două zile înainte, Hodgson fusese desemnat cel mai bun antrenor al sezonului în Anglia. La data de 30 iunie, presa din insulă a anunțat că Hodgson a ajuns la un acord pentru a prelua conducerea echipei FC Liverpool.

### FC Liverpool
La data de 1 iulie 2010, Roy Hodgson a fost prezentat oficial în noua funcție, de antrenor al lui Liverpool, înlocuindu-l pe spaniolul Rafael Benitez. După doar șase luni în funcție, Hodgson a fost demis, din cauza rezultatelor slabe. În ianuarie 2011, echipa se afla pe locul 12 în campionat, cu nouă înfrângeri în 20 de etape. Nu a stat prea mult pe margine, după doar o lună, în februarie 2011, preluând conducerea echipei West Bromwich Albion cu obiectivul de a o salva de la retrogradare.

## Viața particulară
Roy Hodgson este căsătorit cu Sheila, cu care are doi băieți, Christopher și Michael. Este poliglot, vorbind fluent norvegiană, suedeză și italiană și destul de bine germană, daneză, franceză și finlandeză.

## Trofee
Halmstads
- Campion al Suediei (2): 1976, 1979

Malmö FF
- Campion al Suediei (4): 1986, 1987, 1988, 1989
- Cupa Suediei (2): 1986, 1989

Inter Milano
- Finalist în Cupa UEFA (1): 1997

Copenhaga
- Campion al Danemarcei (1): 2001
- Supercupa Danemarcei (1): 2001

Fulham
- Antrenorul englez al anului (1): 2010
- Finalist în UEFA Europa League (1): 2010